# Cerkev Marije rožnovenske, Črešnjice
Cerkev Marije rožnovenske (uradno: Cerkev Naše ljube gospe rožnovenske), v Črešnjicah je župnijska cerkev župnije Črešnjice.

## Zgodovina
Cerkev so ob koncu 14. stoletja verjetno dali postaviti kartuzijani iz Žič. Od prvotne gotske cerkve, ki je imela ladjo z ravnim svodom, sta se ohranila obokan prezbiterij in ostenje ladje, ki je vzhodni del sedanje ladje. 
Cerkev so po prvem turškem vpadu obdali z velikim taborskim obzidjem, ki je imelo več stolpov. Zadnjega so porušili koncem devetnajstega stoletja.

### Paolo Santonino
O svojem obisku v Črešnjicah (Chersteten), ko se je 30. maja 1485 tu ustavilo odposlanstvo oglejskega patriarha, je Paolo Santonino v svoj popotni dnevnik (COBISS) zapisal, da je škof Pietro Carli nad cerkvijo Blažene device in pokopališčem opravil spravni obred ter vnovič posvetil od Turkov onečaščena oltarja blažene Marije in svete Katarine. 

## Arhitektura
Cerkvena ladja je pravokotna, s prezbiterijem, ki ima triosminski zaključek. Stranski kapeli, ki imata ravno tako triosminski zaključek, dajeta cerkvi v tlorisu obliko latinskega križa. Zvonik iz začetka 16. stoletja ima korenasto streho. Vsa cerkev je brez talnega zidca, razen prezbiterija, ki ima pristrešen talni zidec. Fabijon je preprost, konkaven in obteka vso zunanjščino. V notranjosti je položen kamnit črno-bel tlak, v starem delu dvignjen za stopnico. Zidana pevska empora počiva na dveh toskanskih stebrih in dveh križnih obokih.
Iz gotske dobe se je do danes ohranil del poslikave pri slavoločni steni, barvno okno ter gotska niša za sedilijo v prezbiteriju.

## Cerkvena oprema

### Glavni oltar
Prvotni Marijin kip so oskrunili in uničili osmanski Turki leta 1482. Druga Marijina podoba se je sicer ohranila, vendar je danes v zasebni lasti. Tretja Marijina podoba, ki so jo častili romarji, je bila slika na platnu in se hrani v stranski kapeli.
Sedanji poznobaročni veliki oltar Rožnovenske Matere Božje je leta 1744 izdelal kipar Franc Zamlik iz Konjic. Danes je v tronu glavnega oltarja Marijin kip, prav tako delo  Franca Zamlika. Neobaročni tabernakelj je bil dodan leta 1872.
Stranske kipe sv. Jožefa, sv. Matije, sv. Štefana in sv. Lovrenca iz oltarja sv. Areha v južni kapeli so na oltar namestili ob obnovi leta 1950.

### Prižnica in stranski oltarji
Prižnica je delo Jožefa Wrenka, oltar v desni kapeli je verjetno Straussovo delo, oltar v levi kapeli pa je pozlatil leta 1714 celjski slikar Johann Benedikt Huster. Prižnica in Dominikov oltar sta nastala leta 1710, Arehov oltar pa je iz druge polovice 18. stoletja.

### Stenske poslikave
Stene  prezbiterija je leta 1999 po naročilu takratnega župnika v gotski maniri poslikal akademski slikar Milan Lamovec »Didi« iz Slovenskih Konjic. Na severni steni so narisane vice, od koder angeli vlečejo izbrance pred priprošnjika Marijo in Jezusa. Napis na poslikavi: Sancta Maria; Mater Dei Ora Pro Nobis. Na južni steni je naslikana Smrt sv. Jožefa, kateremu angeli odpirajo nebo. Napis na poslikavi: Beati, qui in Domino muriuntur (Blagor mrtvim, ki odslej umirajo v Gospodu) (Raz 14,13). Tudi na slavoloku so naslikani angeli. Več stenskih poslikav v cerkveni ladji, istega avtorja, je posvečenih življenju in delu blaženega Antona Martina Slomška, katerega mati je bila doma v bližnjem zaselku Brdce.

## Prenove
Ohranjen je zapis, da je bila cerkev 24. februarja 1669 povečana proti zahodu in so ji dodali pevsko emporo. Zaradi velikega števila romarjev so leta 1694 prizidali najprej Dominikovo kapelo na severni in leta 1731 še Arehovo kapelo na južni strani.
Cerkev je imela do obnov v devetnajstem stoletju kar sedem oltarjev, kar priča o nekdanjem številu romarjev in Marijinih častilcev. Ko so štiri med njimi podrli, naj bi leta 1899 slikar Franc Gornik svetnike s teh oltarjev upodobil na stropu ladje, vendar se te poslikave niso ohranile. 
Po prvotni zamisli, da bi se zunanja fasada župnijske cerkve leta 1991 samo prebelila, je obnova prerasla v širše okvirje. Razen na zvoniku, so bili na ostalih fasadah odstranjeni skoraj vsi ometi. Na osnovi najdbe prvotne baročne poslikave zvonika na podstrešju, je bil izdelan načrt za rekonstrukcijo poslikave na celotni cerkveni zunanjščini, v sivomodri barvi. Sočasno je potekala obnova fasade tudi na župnijski stavbi na južnem delu nekdanjega cerkvenega obzidja. 

### Orgle in pevska empora
V letu 1995 so bila končana obnovitvena dela na orglah, ki jih je v letih 1834 in 1835 izdelal mojster Peter Rumpelj iz Kamnika. Orgelski mehanizem je obnovil Anton Jenko, orgelsko omaro je restavriral Tone Podkrižnik. Mizar Jože Kraljič je naredil nov leseni sredinski del ograje pevske empore.